# Vitín
Vitín település Csehországban, a České Budějovice-i járásban. Vitín Ševětín, Lišov, Hosín, Chotýčany és Drahotěšice településekkel határos. Lakosainak száma 489 fő (2024. január 1.).

## Népesség
A település lakosságának változását az alábbi diagram mutatja:
| Lakosok száma | 454  | 406  | 534  | 492  | 307  | 246  | 438  | 459  | 457  | 489  |
|               | 1869 | 1890 | 1921 | 1950 | 1980 | 2001 | 2017 | 2019 | 2022 | 2024 |